# 시뮬레이션관

시뮬레이션관

시뮬레이션관(구 LG 테크노피아관)은 대한민국 대전광역시 엑스포과학공원 내에 위치한 전시관으로, 시뮬레이터 전용의자에 탑승하여 영화를 관람하는 시뮬레이터 전용 전시관이다. 개장 초기엔 럭키금성그룹(현 LG그룹)에서 운영하였으나 현재는 대전마케팅공사가 직접 운영하고 있다. 당시 최고의 인기를 누렸으며, 폐관 전에도 행사 기간에는 줄을 서서 기다려야 할 정도로 인기가 많았다.
한편 시뮬레이션관은 IBS 기초과학연구원 건립사업으로 인한 내부사정으로 2015년 1월 1일부터 전시관 운영이 잠정 중단됐고,'엑스포 재창조 사업'의 일환으로 철거대상 시설물에 포함됐었으나 대전광역시와 대전마케팅공사측에서 엑스포과학공원의 상징성을 유지해야한다는 의견에 따라 국제회의장과 함께 철거대상에서 제외됐다. 하지만 기초과학연구원 공사와 함께 두 시설 모두 철거됐다.

## 개요

전자 나무

럭키금성그룹의 계열사인 금성사(현 LG전자)에 의해 9,869m2의 부지에 건평 3,342m2, 연건평 5,771m2로 건립되어 1993년 대전 세계 박람회 기간중 67만 3,159명의 관람객이 방문하였다.
당시 테크노피아관의 전시 내용은 '초대, 이해, 감동, 참여, 환송'의 다섯 개 마당으로 구성되었다. '초대의 마당'은 관람객들이 잠시 대기하는 공간이며, '이해의 마당'은 컴퓨터의 작동 원리를 보여주는 프리쇼 공간이다. '감동의 마당'에서 미래 전망대를 통해 500년 후 테크노피아의 세계를 관람하던 관람객들은 시뮬레이터 상영관으로 이동하여 쌍둥이 미래 비행체 '트윈스호'에 탑승하여 미래 세계를 구하는 체험을 하게 된다. 이어지는 '참여의 마당'에는 전자 컴퓨터 기술과 관련된 열 개의 첨단 전시물을 설치해 관람객들이 자연스럽게 이해하고 즐길 수 있도록 하였다. 이곳에는 HD TV, 프랙털, LG에서 개발한 사물놀이 로봇 등이 전시되어 있었다. '환송의 마당'은 LG전자의 소개와 전자 정원으로 구성되었다.
하루 7,000명의 상대적으로 적은 수용인원으로 장시간 대기해야 했음에도 불구하고 알찬 내용으로 많은 인원이 몰렸다.

## 전시관 정보
- 전시관 명 시뮬레이션관
- 스크린 크기 가로 15m, 세로 10m

## 참고자료
- 엑스포과학공원 보관됨 2005-11-24 - 웨이백 머신